# Blechschild
Ein Blechschild (auch Metallschild) ist ein Schild aus Stahl oder Aluminium für Werbung, Dekoration oder als Hinweistafel. Traditionell findet man Blechschilder sowohl im Innen‑ als auch im Außenbereich.

## Geschichte
Die frühen Formen der Blechschilder entsprechen Emailleschildern, die seit den frühen 1800er Jahren in Mitteleuropa verbreitet wurden. Die Technik, Porzellan-Emaille auf Gusseisen aufzubringen, wurde Mitte des 19. Jahrhunderts zur industriellen Herstellung genutzt. 1859 patentierte Benjamin Baugh in Großbritannien ein entsprechendes Verfahren und gründete 1889 die erste Fabrik, die sich auf die Herstellung von Emaille-Schildern spezialisierte. Gegen Ende des Zweiten Weltkriegs ging der Einsatz solcher Emaille-Werbeschilder aufgrund von Metallknappheit während des Krieges deutlich zurück.
In der zweiten Hälfte des 20. Jahrhunderts setzte sich zunehmend dünneres Stahlblech durch: preiswerte Varianten wurden industriell gefertigt und dienten als einfache Werbe-, Tür‑ oder Hinweisschilder. Seitdem erfährt das nostalgische Retro‑Design (Vintage‑Stil) eine Renaissance – zum Beispiel in Form von geprägten Stahlblechen.

## Material
Moderne Blechschilder bestehen meist aus Stahlblech, was ihnen eine gute Festigkeit bei moderatem Gewicht verleiht. Häufig wird eine Kombination aus Offset‑Druck und anschließender Schutzlackierung verwendet. Viele Anbieter bieten zusätzlich Motivprägungen auf mehreren Ebenen, abgerundete Ecken, umgeschlagene Kanten und vorgebohrte Löcher zur Wandmontage an, um die klassische Retro‑Optik mit hoher Langlebigkeit zu verbinden.

## Recyclingfähigkeit und Nachhaltigkeit
Stahl ist zu nahezu 100 % recycelbar, ohne Qualitätsverlust. Nach dem Gebrauch wird er industriell aufbereitet und häufig wieder zu neuem Material verarbeitet, z. B. für Kfz‑Kennzeichen oder neue Schilder.